# Friedrich August Kekulé
Friedrich August Kekulé von Stradonitz, tudi August Kekulé, nemški kemik, * 7. september 1829, Darmstadt, † 13. julij 1896, Bonn.
Kekulé je znan kot utemeljitelj teorije kemijske strukture in od leta 1850 do smrti eden najvidnejših evropskih organskih kemikov. 

## Življenje
Rodil se je v Darmstadtu v stari češki plemiški družini. Po končani gimnaziji se je leta 1847 vpisal na Univerzo v Giessenu, da bi študiral arhitekturo, po nekaj predavanjih pri kemiku Justusu von Liebigu pa se je odločil za študij kemije. Po diplomi v Giessenu je v študiral v Parizu (1851-52), Churju v Švici (1852-53) in Londonu  (1853-55), kjer je nanj odločilno vplival Alexander Williamson. Leta 1856 je postal docent na Univerzi v Heidelbergu, leta 1858 pa redni profesor v Gentu v Belgiji. Leta 1867 se je vrnil v Bonn, kjer je ostal do konca svoje kariere.

## Teorija kemijske strukture
S strukturo snovi so se že pred Kekuléjem ukvarjali Alexander Williamson, Edward Frankland, William Odling, Auguste Laurent, Charles Adolphe Wurtz in drugi. Kekulé je na podlagi njihovih spoznanj leta 1857-58 utemeljil svojo teorijo kemijske strukture, ki je izhajala iz valenc atomov, predvsem iz štirivalentnosti ogljika (1857) in njegovi sposobnosti, da se veže z drugimi ogljikovimi atomi (1858) Junija 1858 je tudi Archibald Scott Couper neodvisno od Kekuléja ugotovil, kako se vežejo ogljikovi atomi in za zapis molekularne formule prvi uporabil črte, s katerimi je simboliziral kemijske vezi.
Kekuléjeva ideja, da imajo atomi v molekuli točno določeno lego, in shematsko povezovanje atomov s tako imenovanimi »afinitetnimi enotami«, ki se zdaj imenujejo valence oziroma kemijske vezi, je nastala na podlagi izkušenj iz kemijskih reakcij in ne na podlagi neposrednih meritev, na primer z rentgensko kristalografijo. Kemijske formule, kot jih je predlagal Kekulé, so zaradi pomanjkanja dokazov kritizirali mnogi kemiki, predvsem Adolph Wilhelm Hermann Kolbe, mnogo kemikov pa je njegovo strukturno teorijo kljub pomanjkljivostim sprejelo. Teorijo so kasneje nekajkrat modificirali, prvič po odkritju elektronov leta 1897 in drugič okoli leta 1920 na podlagi spoznanj iz kvantne mehanike.
Ključ Kekuléjeve strukturne kemije je trditev, da so valence danega elementa nespremenljive. Pomanjljivost te trditve so številne izjeme, zato so trditev kasneje zamenjali s trditvijo, da so valence fiksne samo v določenih oksidacijskih stanjih. Zgled: perjodova kislina HClO4 bi imela po Kekuléjevi strukturni teoriji formulo I-O-O-O-O-H, danes pa se ve, da so v (meta) perjodovi kislini vsi štirje kisikovi atomi vezani neposredno na atom joda, tako da ima molekula obliko tetraedra.

## Struktura benzena
Kekuléjev največji dosežek je odkritje zgradbe benzena. Empirična formula benzena je bila znana že dolgo časa, njegove zelo nenasičene zgradbe pa niso znali pojasniti. Archibald Scott Couper (1858) in Johann Josef Loschmidt (1861) sta predlagala nekaj možnih zgradb, ki so vsebovale večkratne dvojne vezi in večkratne obroče, zaradi pomanjkanja znanja in dokazov pa se kemiki niso mogli odločiti za nobeno od njih. 
Kekulé je prvi kratek članek o benzenu objavil leta 1865, drugega, obširnejšega, pa leta 1866. Za benzen je predlagal zgradbo obroča s šestimi ogljikovimi atomi in izmeničnimi enojnimi in dvojnimi vezmi. Leta 1865 je bilo za tako trditev na razpolago več dokazov, ki so temeljili na sorodnosti aromatskih izomerov: monosubstituirani derivati s splošno formulo C6H5X, v katerih je X lahko Cl, CH3, NH2 itd, majo vedno samo en izomer, kar pomeni, da so vsi ogljikovi atomi enakovredni. Disubstituirani derivati, na primer toluidini, C6H4(NH2)(CH3), imajo vedno tri izomere, v katerih sta substituenti vezani na ogljikova atoma, med katerima so ena, dve ali tri vezi. Te lege so kasneje preimenovali v orto, meta in para.   
Takšnemu štetju izomerov je oporeklal Kekuléjev bivši študent Albert Ladenburg, ki je trdil, da Kekuléjeva zgradba dopušča dva različna orto izomera, odvisno od tega, ali je substituiran ogljikov atom ob enojni ali ob dvojni vezi. Glede na to, da v resnici obstaja vedno samo en orto izomer, je Kekulé leta 1872 svoj prvotni predlog dopolnil in predlagal, da benzenova molekula oscilira med dvema enakovrednima strukturama, v katerih enojne in dvojne vezi stalno menjavajo svoje lege, kar pomeni, da so vsi ogljikovi atomi enakovredni. Leta 1928 je Linus Carl Pauling Kekuléjev koncept osciliranja zamenjal s podobnim konceptom resonance med kvantnomehanskimi strukturami.

## Častni naslovi
Nemški cesar Wilhelm II. je Kekuléju leta 1895 podelil plemiški naslov in pravico do uporabe imena von Stradonitz, ki se nanaša na posesti njegovih prednikov v Stradonicah na Češkem. 
Od prvih petih Nobelovih nagrad za kemijo so tri nagrade dobili njegovi učenci: J. H. van 't Hoff (1901) za odkritje zakona kemijske dinamike in osmotskega tlaka v raztopinah, H. E. Fischer za raziskave sintez sladkorjev in purina in J. F. W. A. von Baeyer (1905) za delo na področju organskih barvil in hidroaromatskih spojin.